# Bradley Saunders
Bradley Saunders (Stockton-on-Tees, 4 de febrero de 1986) es un deportista británico que compitió por Inglaterra en boxeo.
Ganó una medalla de bronce en el Campeonato Mundial de Boxeo Aficionado de 2007, en el peso superligero.
En febrero de 2012 disputó su primera pelea como profesional. En su carrera profesional tuvo en total 14 combates, con un registro de 13 victorias y una derrota.

## Palmarés internacional
| Representando a Inglaterra |                          |                   |           |
| Campeonato Mundial         |                          |                   |           |
| Año                        | Lugar                    | Medalla           | Categoría |
| 2007                       | Chicago (Estados Unidos) | Medalla de bronce | 64 kg     |